# برنارد بيكيت
برنارد بيكيت (بالإنجليزية: Bernard Beckett)‏ هو كاتب نيوزيلندي، ولد في 1967 في نيوزيلندا.